# 여자가 계단을 오를 때
여자가 계단을 오를 때(女が階段を上る時, When A Woman Ascends The Stairs)는 일본에서 제작된 나루세 미키오 감독의 1960년 드라마 영화이다. 타카미네 히데코 등이 주연으로 출연하였고 키쿠시마 류조 등이 제작에 참여하였다.

## 출연

### 주연
- 타카미네 히데코
- 모리 마사유키

### 조연
- 댄 레이코
- 나카다이 타츠야
- 카토 다이수케
- 나카무라 간지로
- 오자와 에이타로
- 아와지 케이코

## 제작진
- 미술: 추코 사토시
- 의상: 타카미네 히데코